# Hintsajärvi
Hintsajärvi är en sjö i Gällivare kommun i Lappland och ingår i Kalixälvens huvudavrinningsområde. Sjön har en area på 0,468 kvadratkilometer och ligger 411,2 meter över havet.

## Delavrinningsområde
Hintsajärvi ingår i det delavrinningsområde (748964-171705) som SMHI kallar för Utloppet av Hintsajärvi. Medelhöjden är 424 meter över havet och ytan är 2,95 kvadratkilometer. Det finns inga avrinningsområden uppströms utan avrinningsområdet är högsta punkten. Vattendraget som avvattnar avrinningsområdet har biflödesordning 2, vilket innebär att vattnet flödar genom totalt 2 vattendrag innan det når havet efter 291 kilometer. Avrinningsområdet består mestadels av skog (84 procent). Avrinningsområdet har 0,47 kvadratkilometer vattenytor vilket ger det en sjöprocent på 15,9 procent.